# Alexander Serov
Alexander Sergueyevich Serov (em russo:  Алекса́ндр Серге́евич Серо́в; nascido em 12 de novembro de 1982) é um desportista russo que competiu no ciclismo nas modalidades de pista, especialista na prova de perseguição por equipas, e rota.
Ganhou uma medalha de prata no Campeonato Mundial de Ciclismo em Pista de 2011 e quatro medalhas no Campeonato Europeu de Ciclismo em Pista entre os anos 2010 e 2014.
Participou em dois Jogos Olímpicos de Verão, ocupando em Pequim 2008 o 6.º lugar em perseguição por equipas e o 8.º lugar em perseguição individual, e o 4.º lugar em Londres 2012 em perseguição por equipas.

## Medalheiro internacional
| Campeonato Mundial | Campeonato Mundial         | Campeonato Mundial | Campeonato Mundial      |
| Ano                | Lugar                      | Medalha            | Competição              |
| ------------------ | -------------------------- | ------------------ | ----------------------- |
| 2011               | Apeldoorn ( Países Baixos) | Medalha de prata   | Perseguição por equipas |
| Campeonato Europeu |                            |                    |                         |
| Ano                | Lugar                      | Medalha            | Competição              |
| 2010               | Pruszków ( Polónia)        | Medalha de prata   | Perseguição por equipas |
| 2012               | Panevėžys ( Lituânia)      | Medalha de ouro    | Perseguição por equipas |
| 2013               | Apeldoorn ( Países Baixos) | Medalha de prata   | Perseguição por equipas |
| 2014               | Baie-Mahault ( França)     | Medalha de bronze  | Perseguição por equipas |

## Palmarés

### Pista
- 2010
  - 2.º no campeonato da Europa de perseguição por equipas  (com Evgeny Kovalev, Alexei Markov e Ivan Kovalev)
- 2011
  - 2.º no Campeonato Mundial em perseguição por equipas
- Campeão da Rússia por equipas (com Evgeny Kovalev, Alexei Markov e Ivan Kovalev)
- Campeão da Rússia em Madison (com Alexei Markov)  
  - 2.º no campeonato da Rússia em omnium
- 2012
- Campeonato da Europa de perseguição por equipas (com Arthur Ershov, Valery Kaykov e Alexei Markov)
- 2013
  - 2.º no campeonato da Europa de perseguição por equipas (com Arthur Ershov, Ivan Kovalev e Evgeny Kovalev)
- Campeão da Rússia por equipas (com Evgeny Kovalev, Ivan Savitskiy e Arthur Ershov)
- 2014
  - 3.º no campeonato da Europa de perseguição por equipas  (com Evgeny Kovalev, Ivan Kovalev e Alexey Kurbatov)

### Estrada
| - 2006 - Paris-Mantes-en-Yvelines - 2007 - 1 etapa da Volta à Grã-Bretanha - 2011 - 1 etapa da Flèche du Sud | - 2012 - 1 etapa da Volta a Múrcia - 2013 - 1 etapa da Volta a Portugal - 1 etapa da Volta à Costa Rica |

## Resultados nas grandes voltas
| Carreira           | 2001 | 2002 | 2003 | 2004 | 2005 | 2006 | 2007 | 2008  | 2009  | 2010 | 2011 | 2012 | 2013 | 2014 | 2015 | 2016  |
| ------------------ | ---- | ---- | ---- | ---- | ---- | ---- | ---- | ----- | ----- | ---- | ---- | ---- | ---- | ---- | ---- | ----- |
| Giro d'Italia      | -    | -    | -    | -    | -    | -    | -    | 124.º | 117.º | -    | -    | -    | -    | -    | -    | 128.º |
| Tour de France     | -    | -    | -    | -    | -    | -    | -    | -     | -     | -    | -    | -    | -    | -    | -    | -     |
| Volta a Espanha    | -    | -    | -    | -    | -    | -    | -    | -     | -     | -    | -    | -    | -    | -    | -    | -     |
| Mundial em Estrada | -    | -    | -    | -    | -    | -    | -    | -     | -     | -    | -    | -    | -    | -    | -    | -     |